# Sapuiá da Pedra Branca
Sapuiá da Pedra Branca (Kiriri Sabuya de Pedra Branca), skupina Caririan Indijanaca porijeklom od plemena Sapuiá, u 17. stoljeću naseljeni na aldeji (selu) Pedra Branca u brazilskoj državi Bahia. Populacija 1818 je bila 600 u Vila de Pedra Branca. Potomaka moguće imaju među Indijancima koji sebe danas nazivaju Pataxó Hã Hã Hãe, Baenã, Camacan i Mongoió (Masakará). 

## Vanjske poveznice
- Kariri